# Zygiella hiramatsui
Espèce
Zygiella hiramatsui est une espèce d'araignées aranéomorphes de la famille des Araneidae.

## Distribution
Cette espèce est endémique de l'archipel Nansei au Japon,. Elle se rencontre sur Amami ō-shima.

## Description
Le mâle holotype mesure 6,13 mm et la femelle paratype 7,00 mm.

## Systématique et taxinomie
Cette espèce a été décrite par Tanikawa en 2017.

## Étymologie
Cette espèce est nommée en l'honneur de Takehisa Hiramatsu.

## Publication originale
- Tanikawa, 2017 : « A new species of Zygiella from Amami-ôshima Island, Japan (Araneae: Araneidae). » Acta Arachnologica, vol. 66, no 1, p. 1-4 (texte intégral).